# Corrupción en China
La corrupción en China post-1949 se refiere al abuso del poder político para fines privados, típicamente por parte de miembros del Partido Comunista Chino (PCCh), que tienen la mayoría del poder en el país. La corrupción es un problema muy importante en China, que afecta todos los aspectos de la administración, la aplicación de la ley, la atención médica y la educación. Desde que comenzaron las reformas económicas chinas , la corrupción se ha atribuido a la "involución organizacional" provocada por el estado chino que a pesar de sus reformas desde hace años aún no han dejado el autoritarismo de lado al igual que otras economías socialistas como la Europa del Este y Asia Central postsoviéticas , la China de la era de la reforma ha experimentado niveles crecientes de corrupción.

## Índice de Percepción
El Índice de percepción de corrupción 2021 de Transparencia International clasifica al país en el puesto 66 entre 180 países en el Índice, donde se percibe que el país clasificado en el puesto 180 tiene el sector público más corrupto. Las encuestas públicas desde fines de la década de 1980 han demostrado que la corrupción se encuentra entre las principales preocupaciones del público en general. Según Yan Sun, Profesor Asociado de Ciencias Políticas en la Universidad de la Ciudad de Nueva York , fue la corrupción de los cuadros, más que una demanda de democracia como tal, lo que estuvo en la raíz de la insatisfacción social que condujo a las protestas de la Plaza de Tiananmen de 1989. La corrupción que socava la legitimidad del PCCh, se suma a la desigualdad económica, socava el medio ambiente y alimenta el malestar social.

## Reconocimiento de la corrupción

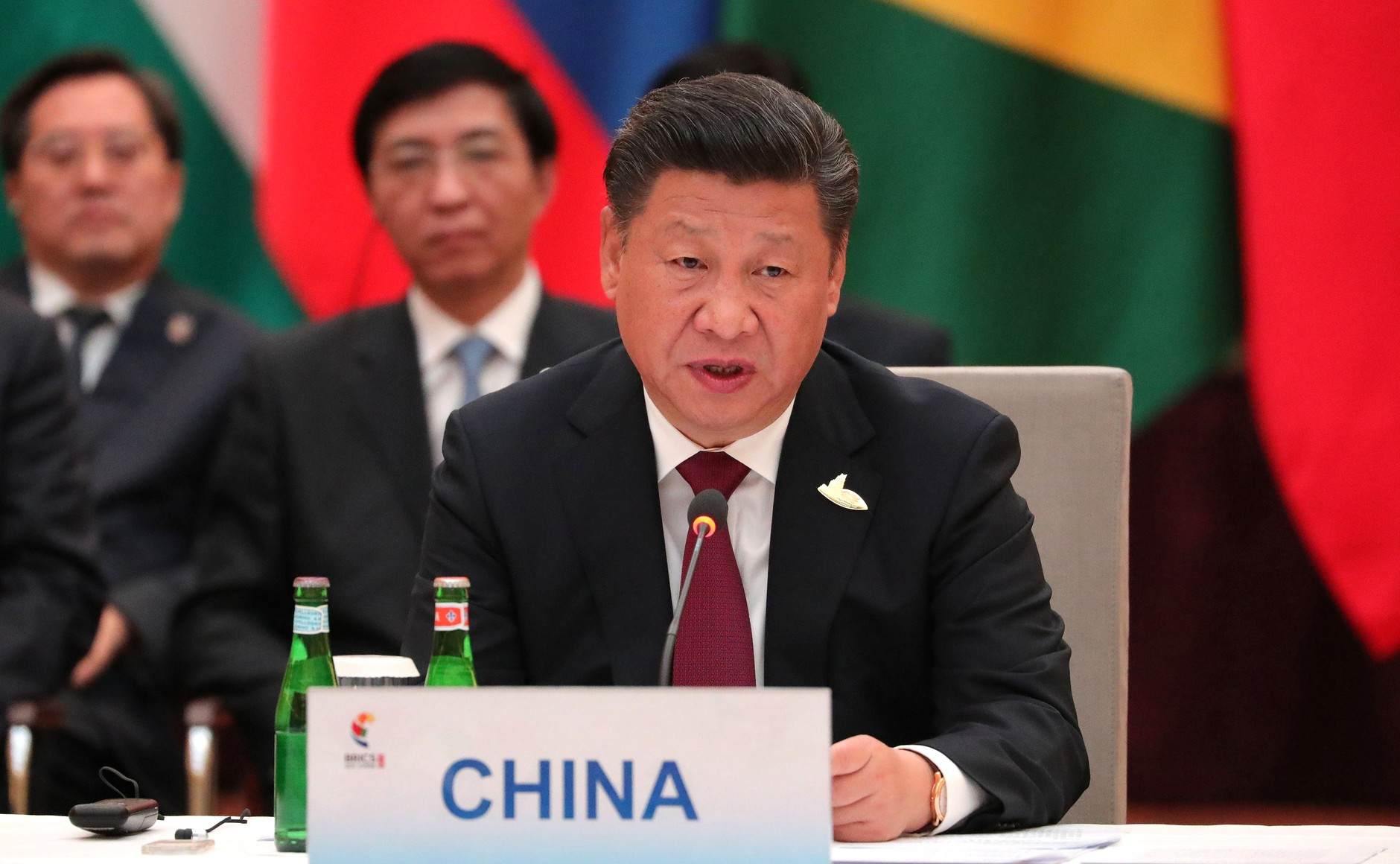
El presidente chino Xi Jinping

En junio de 2022, el presidente chino Xi Jinping reconoció que la corrupción en el país, sigue siendo grave y complicada.

## Condenas por corrupción
En el año 2015 el Partido Comunista de China sancionó a casi 300.000 de sus miembros por casos de corrupción, unos 200.000 cuadros dirigentes del partido recibieron un "castigo ligero" por sus infracciones, mientras que otros 82.000 recibieron una "sanción importante". Numerosos expertos denunciaron la falta de transparencia de las investigaciones y procedimientos, que podrían camuflar posibles ajustes de cuentas políticos.
En el año 2020 se celebraron un total de 22.000 juicios por corrupción en los que se han visto implicadas unas 26.000 personas y hubo más de 20.000 condenas, algunas de ellas a muerte. Esta cifra supone un descenso de unas 3.000 condenas respecto al año 2019.